# Myleus pacu
Der Myleus pacu gehört zu den Salmlern aus Südamerika und ist eng mit den Piranhas verwandt. Trotz ihrer Verwandtschaft zählt er meistens zu den vegetarischen Fischen. Zu seiner Nahrung zählen Beeren, Samen, Nüsse oder Früchte. Besonders charakteristisch ist sein Gebiss, seine Zähne sind ähnlich aufgebaut wie die des Menschen. Bei neugeborenen Fischen ist der Bauch des Pacus rot, im Erwachsenenalter wird er allmählich grau bis schwarz.

## Beschreibung
Der Pacu hat einen seitlich stark zusammengedrückten, scheibenförmigen Körper. Charakteristisch ist vor allem seine mit bis zu 31 Strahlen langen Rückenflosse und die im Verhältnis sehr kleine Fettflosse. Diese ist deutlich kürzer als der eigentliche Abstand zwischen Rückenflosse und Fettflosse. Die Rückenflosse liegt leicht hinter den Bauchflossenansatz. Die Schwanzflosse ist leicht eingeschnitten. Schwanzflosse und Rückenflosse sind meistens durch einen grauen Rand gekennzeichnet und der Bauch des Fisches ist silberglänzend. Die Afterflosse ist geschlechtsspezifisch.
Pacus besitzt ungefähr 100 Schuppen die in der mittleren Schuppenreihe stehen, d. h., deren Körper besteht aus 100 Schuppenquerreihen. Diese mittlere Schuppenreihe hat die Form einer gestreckten Seitenlinie.
Im Mundbereich besitzt der Fisch einen aus vorstehenden Schuppen gebildeten Bauchkiel mit 28 bis 44 Zähnen. Er besitzt Mahlzähne, die backenzahnähnlich sind, aber niemals Schneidezähne. Pacus können eine Gesamtlänge von 60 bis 80 cm erreichen und bis zu zehn Kilogramm wiegen.

### Geschlechtsunterschiede
Die Geschlechtsunterschiede sind beim Myleus pacu sehr deutlich ausgeprägt. Die weiblichen Tiere besitzen eine zwei-lappige Afterflosse sowie verlängerte Rückenflossenstrahlen. Zur Laichzeit besitzen sie zudem dunkelrote Flecken auf der Körperseite.
Die männliche Tiere und Jungfische besitzen hingegen eine sichelförmige Afterflosse und eine Rückenflosse ohne verlängerte Fadenstrahlen.

## Vorkommen
Das Verbreitungsgebiet der Gattung reicht von Guayana bis zum Río de la Plata und Rio São Francisco hin. Meistens lebt der Pacu aber in der Nähe vom Amazonasgebiet. Zur Laichzeit schwimmen sie bis in die Oberläufe großer Flüsse, wo sie dann in ruhigen Buchten, Nebenflüssen oder Bächen ihre Eier legen.

## Ernährung
Der Myleus pacu ist ein vegetarischer Fisch, d. h., er ernährt sich von einer reinen Pflanzenkost. Manchmal ernährt er sich auch von Früchten oder Blüten, die von Bäumen herabfallen. Sie ernähren sich von nahezu allen Wasserpflanzen, die sich ihnen bieten. Für die Bewohner der Wälder Südamerikas ist der Pacu ein wichtiges Nahrungsmittel. Er gilt aufgrund seiner Größe und seinem schmackhaften Fleisch als eine Delikatesse und wird häufig von Einheimischen gefangen oder in Fischrestaurants angeboten. Sie werden sowohl im frischen als auch im geräucherten Zustand verspeist. Trotz Fischfang gilt der Pacu noch nicht als bedroht.
Pacus werden auch gerne, zusammen mit anderen Fischarten, in großen Aquarien gehalten. Als Futter bekommen sie dann Salat, Spinat oder Früchte.

## Vermehrung
Allgemein ist der Myleus pacu ovipar, d. h., er reproduziert sich über Eier, die außerhalb des weiblichen Körpers liegen.
Die Fortpflanzung erfolgt im Winter (von November bis April). Hierbei pressen die Tiere ihre hinteren Körperpartien über dem Bodengrund dicht aneinander und geben dann die Eier ab. Das Weibchen legt dabei die Afterflosse um die Afterregion des Männchens. Die Eier werden dann auf den Boden gelegt und für ungefähr zehn Tagen von den Eltern überwacht. Danach beginnen sie zu schlüpfen.
Pacus haben, wie alle Fische, ein unbegrenztes Wachstum. Wenn sich aber die Gonaden entwickelt haben, verlangsamt sich ihr Wachstum, da sie sehr viel Energie benötigen, um Gameten zu reproduzieren.

## Verhalten
Der Pacu ist meistens Einzelgänger und Pflanzenfresser. Jungfische leben anfangs in Gruppen, beginnen aber bald gegeneinander zu kämpfen. Grundsätzlich greift der Myleus pacu keine Menschen an.
Seit 15 Jahren lebt der Pacu auch in den Flüssen Guineas, wodurch er seine Gewohnheiten verändern musste. Er begann Menschen anzugreifen, da er sonst keine Nahrung mehr fand. Unklar ist nun, ob sich das Verhalten des Pacus aufgrund eines neuen erreichten Lebenszyklus oder aufgrund des Menschen verändert hat.

### Vergleich zum Pacu von Neuguinea
1990 wurden 14.000 Pacus nach Neuguinea importiert, wodurch sich deren Fressgewohnheiten und andere Aspekte modifiziert und verändert haben. Der neuguineische Pacu, der zur Gattung Piaractus brachypomus gehört, wurde größer und seine Zähne schärfer. Er kann bis zu 25 kg wiegen und 88 cm lang werden.
Auf die Initiative von 1990 folgte das Projekt FISHAID. Das Ziel dieses Projektes war es, die Anzahl der Fische im Fluss zu steigern, da in den Flüssen von Neuguinea nur noch wenige vorhanden waren. Durch die steigende Anzahl der Fische konnten sich die Einwohner mit mehr Nahrung versorgen, dafür kam es aber zu unerwartete Folgen im Ökosystem der umliegenden Flüsse.
Anfangs ernährte sich der neuguineische Pacu von Pflanzen, doch als diese knapp wurden, begann er Fleisch, meistens kleinere Fische, aber auch kleinere Krokodile zu fressen.
Mittlerweile ist der Fisch in Neuguinea für seine Aggressivität bekannt. 2001 übten Pacus einen Angriff auf zwei Fischer aus, bissen sie in die Beine sowie in die Genitalien.